# Cụm tập đoàn quân B
Cụm tập đoàn quân B (tiếng Đức: Heeresgruppe B) là một phiên hiệu đại đơn vị cấp Cụm tập đoàn quân của Đức Quốc xã trong Thế chiến thứ hai. Theo thời gian, phiên hiệu này từng được sử dụng cho ba Cụm tập đoàn quân Đức Quốc xã, tham gia tác chiến trên các mặt trận phía Tây, phía Đông và Bắc Ý / Bắc Pháp.

## Lịch sử tác chiến

### Mặt trận phía Tây: Trận chiến nước Pháp
Cụm tập đoàn quân B được thành lập lần thứ nhất vào ngày 12 tháng 10 năm 1939, trên cơ sở đổi tên từ Cụm tập đoàn quân Bắc, được điều động từ hướng Ba Lan sang phía Tây Đức để chuẩn bị cho chiến dịch phía Tây. Khi Trận chiến nước Pháp nổ ra, Cụm tập đoàn hình thành cánh phía bắc trong mũi xung kích theo "Kế hoạch Vàng" (Fall Gelb), với biên chế chủ lực gồm ba tập đoàn quân, tiến qua Hà Lan và Bỉ để đến bờ phía Pháp của Eo biển Manche. Trong giai đoạn tiếp theo theo "Kế hoạch Đỏ" (Fall Rot), Cụm tập đoàn quân đánh thốc về phía Tây từ bờ eo biển Manche và Somme về phía Nam tới Paris và bờ biển Đại Tây Dương, thực hiện vây bọc và dồ liên quân Anh - Pháp về phía biển.
Ngày 16 tháng 8 năm 1940, Cụm tập đoàn quân được chuyển đến Đông Phổ để chuẩn bị tham chiến trong Chiến dịch Barbarossa. Ngay khi trước khi chiến tranh nổ ra, nó được đổi phiên hiệu thành Cụm tập đoàn quân Trung tâm, phụ trách hướng chiến lược công kích thẳng vào Moskva.

### Mặt trận phía Đông: Thảm bại Stalingrad
Mùa hè năm 1942, theo "Kế hoạch Xanh" (Fall Blau), Cụm tập đoàn quân Nam được chia thành Cụm tập đoàn quân A và Cụm tập đoàn quân B để thực hiện hai hướng chiến lược khác nhau ở chiến trường phía Nam Liên Xô. Cụm tập đoàn quân A nhằm hướng Kavkaz, với mục tiêu đánh chiếm vùng dầu mỏ Grozny - Baku; và Cụm tập đoàn quân B nhằm hướng Stalingrad, làm nhiệm vụ bảo vệ sườn phía Bắc của Cụm tập đoàn quân A, đánh chiếm thành phố công nghiệp có vị thế giao thông quan trọng và mang ý nghĩa chính trị này.

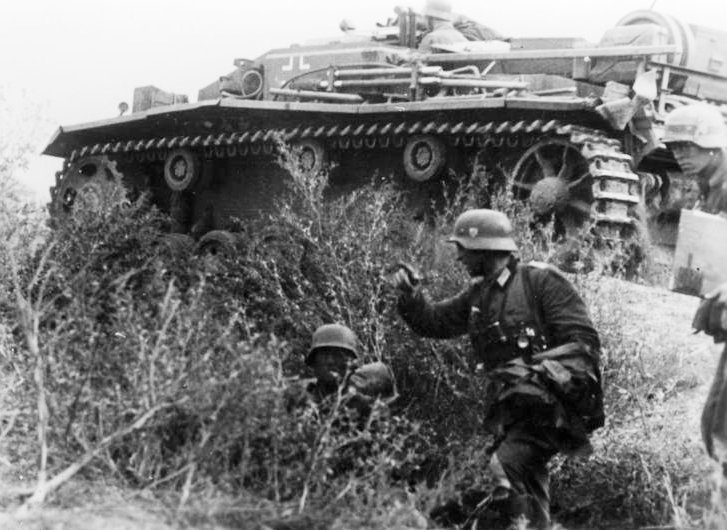
Bộ binh Đức cùng với pháo tự hành Sturmgeschütz III đang tiến quân về trung tâm thành phố Stalingrad.

Trong quá trình thực hiện kế hoạch, hướng tiến công chủ lực do Cụm tập đoàn quân A đảm trách, sau giai đoạn đầu nhanh chóng tiến sâu vào Kavkaz, thì đà tiến quân của họ bị chững lại do các tuyến hậu cần và tiếp vận đã kéo quá dài. Các hướng tiếc công cùng dần tách xa nhau và khó có thể ứng cứu nhau kịp thời. Bộ tổng chỉ huy quân Đức cũng không đánh giá hết những khó khăn của việc tác chiến vùng núi - nơi chỉ một lượng nhỏ quân phòng thủ có thể chống lại rất đông quân tấn công và các lực lượng cơ động của Đức không thể phát huy hết tác dụng. Quân Đức, sau những thắng lợi ban đầu tại vùng đồng bằng, khi bắt đầu tiếp cận dãy núi lớn Kavkaz đã mất đà tiến công, dần dần bế tắc trên hướng chính và bị chặn lại tại tuyến sông Terech và các đèo ngang của dãy Kavkaz. Chiến dịch Kavkaz của Đức dần rơi vào thế bế tắc. Trong khi đó, tại hướng tấn công thứ yếu của Cụm tập đoàn quân B thì lại phát triển rất thuận lợi cho quân Đức. Địa hình đồng bằng rất phù hợp với lợi thế tiến công cơ động của quân Đức. Họ liên tục phá vỡ các tuyến phòng ngự của Hồng quân, thậm chí đã hai lần hợp vây và tiêu diệt hai khối lớn quân Liên Xô ở Tây Bắc Kharkov và ở khu vực gần Millerovo thuộc tỉnh Rostov, đánh chiếm thành phố Voronezh, nhanh chóng tiến đến bờ sông Don, loại bỏ được mối nguy hiểm bị Hồng quân đánh vào sườn từ bàn đạp này. Ấn tượng trước chiến quả của mũi chủ công do Tập đoàn quân 6 đảm nhiệm, Bộ tổng chỉ huy Đức liền chuyển hướng tiến công, đổi hướng tấn công của Cụm tập đoàn quân B làm hướng tấn công chính và mục tiêu chính là thành phố Stalingrad trên sông Volga. Binh lực của Cụm tập đoàn quân B được tăng cường lên đến 3 tập đoàn quân Đức, 2 tập đoàn quân Romania, 1 tập đoàn quân Ý và 1 tập đoàn quân Hungary, hoàn toàn áp đảo trước Hồng quân Liên Xô.
Tuy nhiên, trận chiến Stalingrad là một thảm họa đối với quân Đức. Trước sự kháng cự ngoan cường của Hồng quân Liên Xô, quân Đức bị kìm chân tại Stalingrad trong 5 tháng, bị bao vây, kiệt quệ và kết thúc với chiến thắng của Hồng quân. Với thảm bại này,  biên chế Cụm tập đoàn quân B chỉ còn lại Tập đoàn quân 2 và Binh đoàn Lanz. Ngày 9 tháng 2 năm 1943, Cụm tập đoàn quân B chính thức bị giải thể. Tập đoàn quân số 2 được chuyển sang cho Cụm tập đoàn quân Trung tâm và Binh đoàn Lanz được chuyển cho Cụm tập đoàn quân Sông Don.

### Chiến trường Bắc Ý: Cái phao của Mussolini
Không lâu sau, một Cụm tập đoàn quân B mới được thành lập ở miền Bắc Ý dưới quyền Thống chế Erwin Rommel vào tháng 7 năm 1943. Nhiệm vụ của nó là đảm bảo an ninh cho miền Bắc nước Ý sau khi Mussolini bị lật đổ và giải giáp Quân đội Ý ở đó như một phần của Chiến dịch Achse.
Sau khi Cụm tập đoàn quân C dưới quyền chỉ huy của Thống chế Không quân Albert Kesselring đã ổn định mặt trận trên Phòng tuyến Mùa đông ở phía nam Roma và Cộng hòa Salo được thành lập ở miền Bắc Ý,

### Chiến trường Bắc Pháp: Trận chiến cuối cùng
Cụm tập đoàn quân B được chuyển đến miền Bắc Pháp vào ngày 26 tháng 11 năm 1943 và sau đó tham chiến trong trận Normandy. Ngày 19 tháng 7 năm 1944, Thống chế Rommel bị thương và quyền chỉ huy được chuyển cho Thống chế Günther von Kluge. Đến ngày 17 tháng 8, Thống chế Walter Model đến thay thế Kluge.
Được điều động đến các Quốc gia Đất thấp, Model với bộ chỉ huy của ông ta đặt tại Osterbeek gần Arnhem, đã bị bất ngờ vào ngày 17 tháng 9 khi quân Đồng minh bắt đầu Chiến dịch Market Garden. Cụm tập đoàn quân B tham chiến trong Trận chiến Bulge. Sau đó, nó bị cô lập tại Cái túi Ruhr ở miền Bắc Đức, và sau khi bị chia cắt thành các cụm quân ngày càng nhỏ. Bộ phận cuối cùng của Cụm tập đoàn quân B đã đầu hàng quân Đồng minh vào ngày 21 tháng 4 năm 1945.

## Biên chế chủ lực

### Tháng 11 năm 1939
- Tập đoàn quân số 4
- Tập đoàn quân số 6
- Tập đoàn quân số 18

### Tháng 5 năm 1940
- Tập đoàn quân số 6
- Tập đoàn quân số 18

### Tháng 6 năm 1940
- Tập đoàn quân số 4
- Tập đoàn quân số 6
- Tập đoàn quân số 9
- Cụm thiết giáp Kleist

### Tháng 7 năm 1940
- Tập đoàn quân số 4
- Tập đoàn quân số 7

### Tháng 8 năm 1940
- Tập đoàn quân số 4
- Tập đoàn quân số 6
- Tập đoàn quân số 7

### Tháng 9 năm 1940
- Tập đoàn quân số 4
- Tập đoàn quân số 6
- Tập đoàn quân số 18

### Tháng 1 năm 1941
- Tập đoàn quân số 4
- Tập đoàn quân số 17
- Tập đoàn quân số 18
- Cụm thiết giáp số 2

### Tháng 5 năm 1941

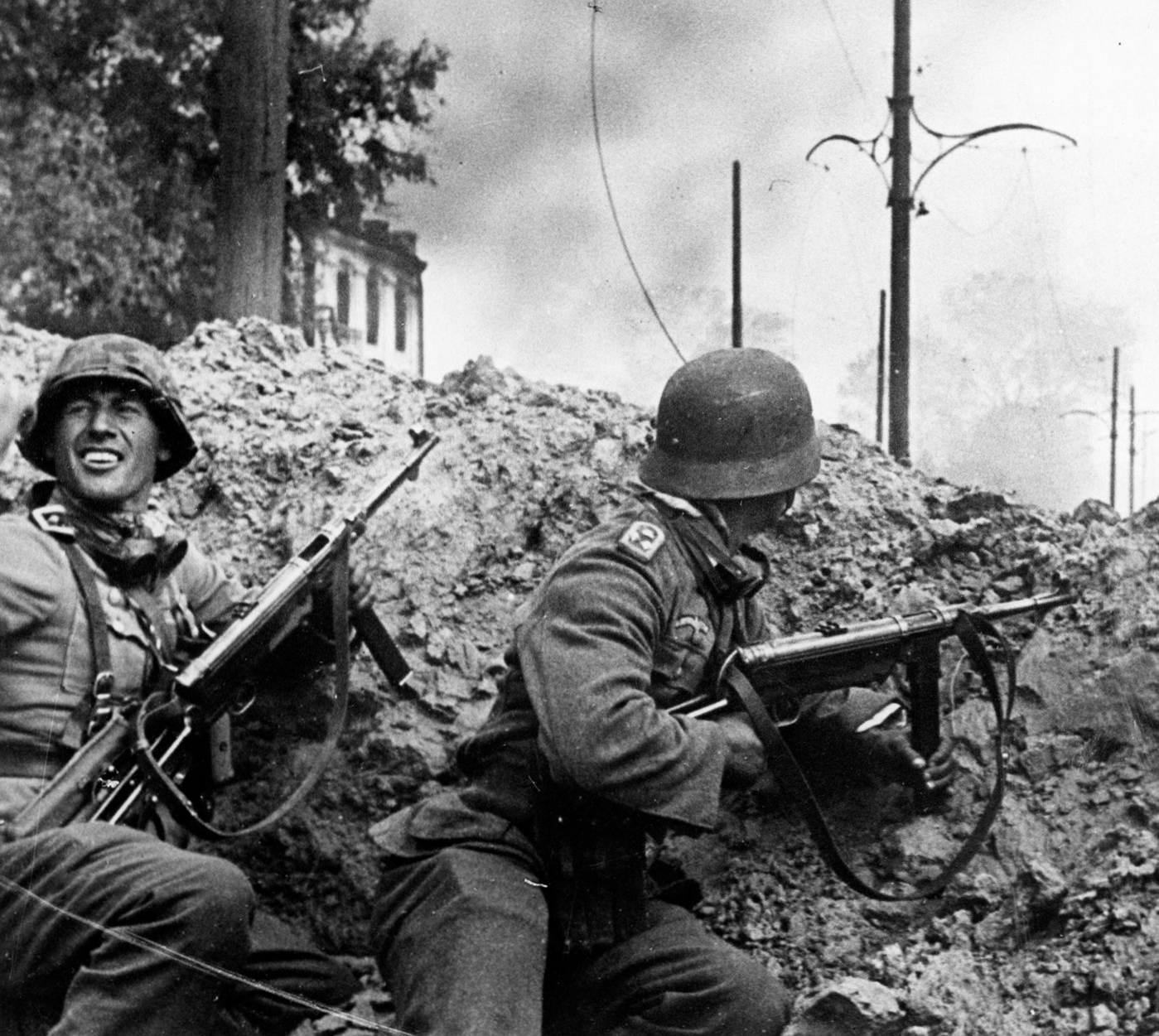
Lính Đức thuộc Sư đoàn thiết giáp 24 đang chiến đấu ở mặt Nam thành phố Stalingrad.

- Tập đoàn quân số 4
- Tập đoàn quân số 9

### Tháng 8 năm 1942
- Tập đoàn quân số 2
- Tập đoàn quân số 6
- Tập đoàn quân số 2 Hungary
- Tập đoàn quân số 8 Ý
- Tập đoàn quân thiết giáp số 4

### Tháng 10 năm 1942
- Tập đoàn quân số 2
- Tập đoàn quân số 6
- Tập đoàn quân số 2 Hungary
- Tập đoàn quân số 3 Rumani
- Tập đoàn quân số 4 Rumani
- Tập đoàn quân số 8 Ý
- Tập đoàn quân thiết giáp số 4

### Tháng 12 năm 1942
- Tập đoàn quân số 2
- Tập đoàn quân số 2 Hungary
- Tập đoàn quân số 8 Ý

### Tháng 1 năm 1943
- Tập đoàn quân số 2
- Tập đoàn quân số 2 Hungary
- Tập đoàn quân số 8 Ý
- Binh đoàn Fretter-Pico

### Tháng 2 năm 1943
- Tập đoàn quân số 2
- Tập đoàn quân số 2 Hungary
- Tập đoàn quân số 8 Ý
- Binh đoàn Lanz

### Tháng 9 năm 1943
- Quân đoàn LI
- Quân đoàn II SS
- Quân đoàn LXXXVII

### Tháng 12 năm 1943
- Bộ chỉ huy OKW ở Đan Mạch

### Tháng 5 năm 1944
- Tập đoàn quân số 7
- Tập đoàn quân số 15
- Bộ chỉ huy Wehrmacht ở Hà Lan

### Tháng 6 năm 1944
- Tập đoàn quân số 7
- Tập đoàn quân số 15
- Bộ chỉ huy Wehrmacht ở Hà Lan
- Cụm thiết giáp Tây

### Tháng 8 năm 1944
- Tập đoàn quân số 1,
- Tập đoàn quân số 7
- Tập đoàn quân số 15
- Bộ chỉ huy Wehrmacht ở Hà Lan
- Tập đoàn quân thiết giáp số 5

### Tháng 9 năm 1944
- Tập đoàn quân số 7
- Tập đoàn quân số 15
- Tập đoàn quân nhảy dù số 1

### Tháng 11 năm 1944
- Tập đoàn quân số 7
- Tập đoàn quân thiết giáp số 5
- Tập đoàn quân Học viên

### Tháng 12 năm 1944
- Tập đoàn quân số 7
- Tập đoàn quân thiết giáp số 5
- Tập đoàn quân thiết giáp số 6

### Tháng 1 năm 1945
- Tập đoàn quân số 7
- Tập đoàn quân số 15
- Tập đoàn quân thiết giáp số 5
- Tập đoàn quân thiết giáp số 6

### Tháng 2 năm 1945
- Tập đoàn quân số 7
- Tập đoàn quân số 15
- Tập đoàn quân thiết giáp số 5

### Tháng 4 năm 1945
- Tập đoàn quân số 15
- Binh đoàn von Lüttwitz
- Tập đoàn quân thiết giáp số 5

## Chỉ huy

### Tư lệnh
| STT | Ảnh | Họ tên                | Thời gian sống | Thời gian tại nhiệm                  | Cấp bậc tại nhiệm                 | Ghi chú                                                                                |
| --- | --- | --------------------- | -------------- | ------------------------------------ | --------------------------------- | -------------------------------------------------------------------------------------- |
| 1   |     | Fedor von Bock        | 1880–1945      | tháng 10 năm 1939 - tháng 6 năm 1941 | Đại tướng (1938) Thống chế (1940) | Chết cùng gia đình trong một trận oanh tạc của Không quân Anh ngày 4 tháng 5 năm 1945. |
|     |     |                       |                |                                      |                                   |                                                                                        |
| 2   |     | Maximilian von Weichs | 1881–1954      | tháng 8 năm 1942 - tháng 2 năm 1943  | Đại tướng (1940) Thống chế (1943) | Nghỉ hưu trước khi chiến tranh kết thúc và thoát án tội phạm chiến tranh vì lý do y tế |
|     |     |                       |                |                                      |                                   |                                                                                        |
| 3   |     | Erwin Rommel          | 1891–1944      | tháng 7 năm 1943 - tháng 11 năm 1943 | Thống chế (1942)                  |                                                                                        |
|     |     |                       |                |                                      |                                   |                                                                                        |
| *   |     | Erwin Rommel          | 1891–1944      | tháng 11 năm 1943 - tháng 7 năm 1944 | Thống chế (1942)                  | Tự sát ngày 14 tháng 10 năm 1944                                                       |
| 4   |     | Günther von Kluge     | 1882–1944      | tháng 7 năm 1944 - tháng 8 năm 1944  | Thống chế (1940)                  | Tự sát ngày 19 tháng 8 năm 1944                                                        |
| 5   |     | Walter Model          | 1891–1945      | tháng 8 năm 1944 - tháng 4 năm 1945  | Thống chế (1944)                  | Tự sát ngày 21 tháng 4 năm 1945                                                        |

### Tham mưu trưởng
| STT | Ảnh | Họ tên                | Thời gian sống | Thời gian tại nhiệm                  | Cấp bậc tại nhiệm                              | Ghi chú                                                                                   |
| --- | --- | --------------------- | -------------- | ------------------------------------ | ---------------------------------------------- | ----------------------------------------------------------------------------------------- |
| 1   |     | Hans von Salmuth      | 1888 – 1962    | tháng 10 năm 1939 - tháng 5 năm 1941 | Trung tướng (1939) Thượng tướng Bộ binh (1940) | Đại tướng (1943). Bị truy tố là tội phạm chiến tranh và bị giam giữ đến tháng 7 năm 1953. |
| 2   |     | Hans von Greiffenberg | 1893 – 1951    | tháng 5 năm 1941 - tháng 6 năm 1941  | Thiếu tướng (1940)                             | Thượng tướng Bộ binh (1944). Bị bắt làm tù binh và bị giam giữ đến tháng 6 năm 1947.      |
|     |     |                       |                |                                      |                                                |                                                                                           |
| 3   |     | Georg von Sodenstern  | 1889 – 1955    | tháng 8 năm 1942 - tháng 2 năm 1943  | Thượng tướng Bộ binh (1940)                    | Giải ngũ tháng 6 năm 1944                                                                 |
|     |     |                       |                |                                      |                                                |                                                                                           |
| 4   |     | Alfred Gause          | 1896 - 1967    | tháng 7 năm 1943 - tháng 11 năm 1943 | Trung tướng (1943)                             |                                                                                           |
|     |     |                       |                |                                      |                                                |                                                                                           |
| *   |     | Alfred Gause          | 1896 - 1967    | tháng 11 năm 1943 - tháng 4 năm 1944 | Trung tướng (1943)                             | Bị quân Liên Xô bắt làm tù binh và được thả vào tháng 10 năm 1955.                        |
| 5   |     | Hans Speidel          | 1897 - 1984    | tháng 4 năm 1944 - tháng 9 năm 1944  | Trung tướng (1944)                             | Bị Gestapo bắt giữ ngày 7 tháng 9 năm 1944 bởi nghi ngờ liên quan Âm mưu 20 tháng 7.      |
| 6   |     | Hans Krebs            | 1898 - 1945    | tháng 9 năm 1944 - tháng 2 năm 1945  | Thượng tướng Bộ binh (1944)                    | Tự sát ngày 1 tháng 5 năm 1945                                                            |
| 7   |     | Carl Wagener          | 1901 - 1988    | tháng 2 năm 1945 - tháng 4 năm 1945  | Thiếu tướng (1944)                             |                                                                                           |